# Erik G:son Odelstierna

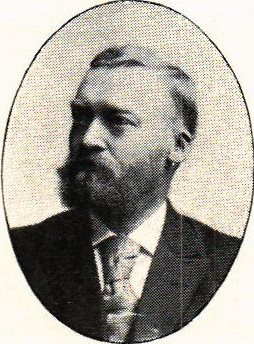
Erik G:son Odelstierna

Erik Gustafsson Odelstierna, född 5 september 1853 i Vånga socken, Östergötlands län, död 5 februari 1933 i Uppsala, var en svensk metallurg. Han var bror till Axel Odelstierna och far till Erik Odelstierna.
Odelstierna utexaminerades 1873 från Norrköpings tekniska skola och 1876 från Kungliga Tekniska högskolans fackavdelning för metallurgi och hyttkonst, var ingenjör vid Jernkontoret 1883–92, arrenderade Jäders bruk 1889–92, var lärare vid Filipstads bergsskola 1892–97, lärare och föreståndare för Falu bergsskola 1897–1904 och professor i järnets metallurgi vid Kungliga Tekniska högskolan 1904–18.
Efter tillträdet till professuren utgav han sin företrädares, Johan Gustaf Wiborghs, föreläsningar i "Järnets metallurgi" 1904 samt 1913 en egen lärobok Järnets metallurgi avpassad efter ämnets dåvarande omfattning vid högskolan. Dessutom behandlade han i en mängd uppsatser i "Jernkontorets annaler", "Blad för bergshandteringens vänner", "Värmländska bergsmannaföreningens annaler" och "Teknisk tidskrift" samt i utländska facktidskrifter metallurgiska spörsmål, såsom Om martinmetalls beredning och användning (1883), Om malm-martin o.s.v. (1886), Om basisk martintillverkning och dess lämplighet för svenska förhållanden (1896), Martintillverkningen i Sverige (tryckt i USA) och Om olika vällugnstyper och deras lämplighet inom industrien (1904).